# ENA 스토리
ENA 스토리(ENA STORY)는 KT ENA에서 운영하고 있는 여성 및 오락 전문 채널이다.

## 채널명 변경
(구) 트렌디 Trendy Trend E (현) ENA 스토리 ENA STORY

## 같이 보기
- ENA 드라마
- ONT
- 채널칭
- 헬스메디TV